# Zscharnitz
Zscharnitz, obersorbisch Čornecyⓘ, ist ein Dorf im Oberlausitzer Landkreis Bautzen. Es gehört zur Gemeinde Göda und liegt 209 m über dem Meeresspiegel. Bis zum Jahr 1936 war es ein Ortsteil von Paßditz.
Nachbarorte sind Storcha im Nordosten, Sollschwitz im Osten, Prischwitz im Südosten, Liebon im Südwesten und Paßditz im Westen.

## Geschichte
Die erste urkundliche Erwähnung als Czornewicz stammt aus dem Jahr 1361. Die Grundherrschaft oblag über Jahrhunderte wie im benachbarten Paßditz dem Domstift Bautzen, sodass der Ort entgegen den südlichen Nachbardörfern überwiegend katholisch blieb.

### Einwohner
Im Jahre 1884 hatte der Ort nach der Statistik von Arnošt Muka 46 Einwohner, die ausnahmslos Sorben waren.

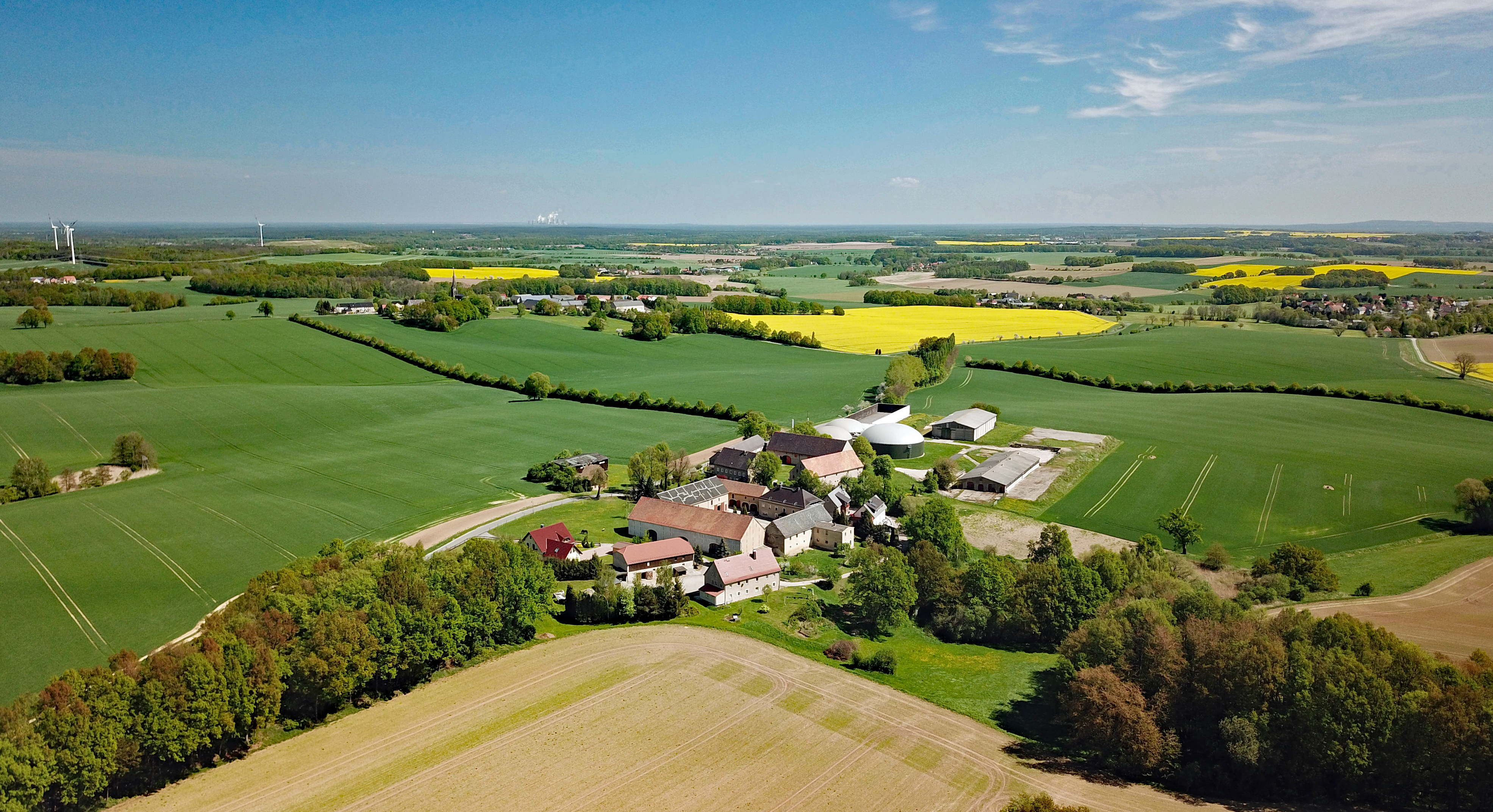
Luftbild von Zscharnitz